# Combustible

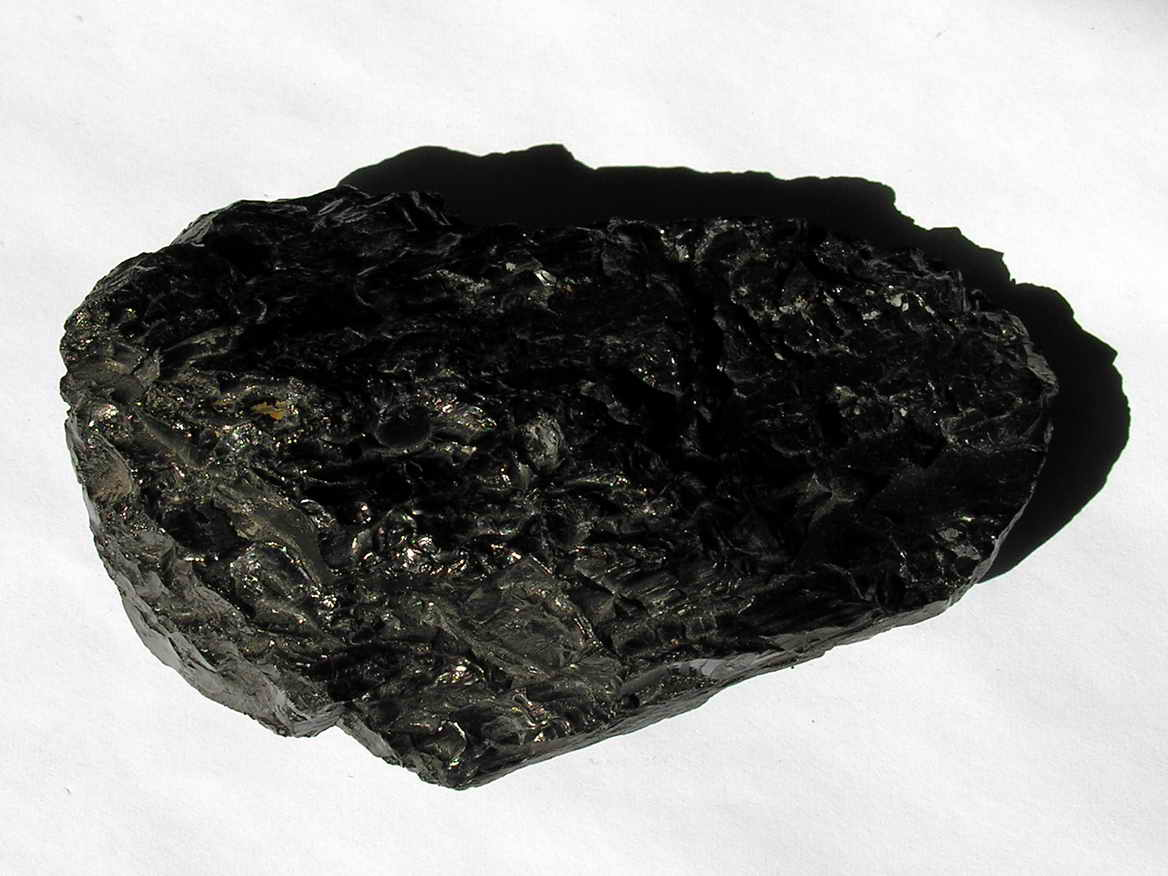
Mineral de antracita.

Un combustible es cualquier material capaz de liberar energía cuando se oxida de forma violenta con desprendimiento de calor. Supone la liberación de una energía de su forma potencial (energía de enlace) a una forma utilizable sea directamente (energía térmica) o energía mecánica (motores térmicos) dejando como residuo calor, dióxido de carbono y algún otro compuesto químico.
En un combustible con 0 % de humedad y sin hidrógeno en su composición elemental, el poder calorífico superior coincide con el inferior.
Los combustibles utilizados en la propulsión de vehículos se conocen también como carburantes.

## Tipos
Los combustibles se pueden clasificar, por ejemplo, en sólidos, líquidos y gaseosos. Entre los combustibles sólidos se incluyen el carbón, la madera y la turba natural. El carbón se quema en calderas para calentar agua que puede vaporizarse para mover máquinas a vapor o directamente para producir calor utilizable en usos térmicos (calefacción). La turba y la madera se utilizan principalmente para la calefacción doméstica e industrial, aunque la turba se ha utilizado para la generación de energía y las locomotoras o los barcos que utilizaban madera como combustible fueron comunes en el pasado.
Entre los combustibles comburenciales se encuentran el diésel (gasóleo o gasoil), el queroseno, la gasolina (nafta), y entre los gaseosos, el gas natural o los gases licuados del petróleo (GLP), representados por el propano y el butano. Las gasolinas, gasóleos y hasta los gases, se utilizan para motores de combustión interna o en calderas. 
En los cuerpos de los animales, el combustible principal está constituido por carbohidratos, lípidos y proteínas, que proporcionan energía para el movimiento de los músculos, el crecimiento y los procesos de renovación y regeneración celular, mediante una combustión lenta, dejando también, como residuo energía térmica, que sirve para mantener el cuerpo a la temperatura adecuada para que funcionen los procesos vitales.
Se llaman también combustibles las sustancias empleadas para producir la reacción nuclear en el proceso de fisión, aunque este proceso no es propiamente una combustión. Tampoco es propiamente un combustible el hidrógeno, cuando se utiliza para proporcionar energía (y en grandes cantidades) en el proceso de fusión nuclear, en el que se funden atómicamente dos átomos de hidrógeno para convertirse en uno de helio, con gran liberación de energía. Este medio de obtener energía no ha sido dominado en su totalidad por el hombre (salvo en su forma más violenta: la bomba nuclear de hidrógeno, conocida también como Bomba H) pero en el universo es común, específicamente como fuente de energía de las estrellas.

## Características
La principal característica de un combustible es el calor desprendido por la combustión completa de una unidad de masa (kilogramo) de combustible, llamado poder calorífico, se mide en julios por kilogramo, en el sistema internacional (SI) (normalmente en kilojulios por kilogramo, ya que el julio es una unidad muy pequeña). En el sistema técnico de unidades, en calorías por kilogramo y en el sistema anglosajón en BTU por libra.
Tabla de poderes caloríficos de sustancias combustibles[cita requerida]
| Combustible             | MJ/kg | kcal/kg |
| ----------------------- | ----- | ------- |
| Gas natural             | 53,6  | 12 800  |
| Acetileno               | 48,55 | 11 600  |
| Propano Gasolina Butano | 46,0  | 11 000  |
| Diésel                  | 42,7  | 10 200  |
| Fueloil                 | 40,2  | 9600    |
| Antracita               | 34,7  | 8300    |
| Coque                   | 32,6  | 7800    |
| Gas de alumbrado        | 29,3  | 7000    |
| Alcohol de 95.º         | 28,2  | 6740    |
| Lignito                 | 20,0  | 4800    |
| Turba                   | 19,7  | 4700    |
| Hulla                   | 16,7  | 4000    |

Otra característica de los combustibles, en ciertos casos muy importantes, es la llamada temperatura de ignición, o temperatura a la que se desencadena la reacción de combustión anteriormente citada.

## Combustibles fósiles
Los combustibles fósiles se formaron hace millones de años a partir de restos orgánicos de plantas y animales muertos. Durante miles de años de evolución del planeta, los restos de seres vivos que lo poblaron en sus distintas etapas se fueron depositando en el fondo de los mares, lagos y otras masas de agua. Allí se cubrieron por sucesivas capas de sedimentos. Las reacciones químicas de descomposición y la presión ejercida por el peso de esas capas durante millones de años, transformaron esos restos orgánicos en lo que ahora conocemos como combustibles fósiles. Son recursos no renovables, o mejor dicho, son renovables, pero harían falta millones de años para su renovación, y en algún momento, se acabarán. Por el contrario, otros combustibles, como la madera solamente requieren años para su renovación.
Químicamente, los combustibles fósiles son mezclas de compuestos orgánicos mineralizados que se extraen del subsuelo con el objetivo de producir energía por combustión. El origen de esos compuestos es materia orgánica que, tras millones de años, se ha mineralizado. Se consideran combustibles fósiles al carbón, procedente de la madera de bosques del periodo carbonífero, el petróleo y el gas natural, procedentes de otros organismos.
Entre los combustibles fósiles más utilizados se encuentran los derivados del petróleo: gasolinas, naftas, gasóleo, fuelóleo; los gases procedentes del petróleo (GLP): butano, propano; el gas natural, y las diversas variedades del carbón: turba, hullas, lignitos, etc.

## Biocombustibles
Los llamados biocombustibles (un tanto impropiamente porque los combustibles fósiles también proceden de materia orgánica, materia viva, fosilizada), son sustancias procedentes del reino vegetal, que pueden utilizarse como combustible, bien directamente, o tras una transformación por medios químicos.
Entre ellos se encuentran: 
- sólidos (aprovechamiento de materias sólidas agrícolas: madera o restos de otros procesos, como cáscaras no aprovechables de frutos), que se aglomeran en pellas combustibles;
- líquidos, en general procedentes de transformaciones químicas de ciertas materias orgánicas, como el bioalcohol o el biodiésel;
- gaseosos, como el llamado biogás, que es el residuo natural de la putrefacción de organismo vivos en atmósfera controlada y que está compuesto de metano y dióxido de carbono a partes más o menos iguales.

## Inconvenientes
En general, los combustibles utilizados normalmente son el carbón o derivados del carbono (hidrocarburos, derivados de la madera, que también tienen carbono, e incluso los hidratos de carbono de la alimentación humana) por lo que en los procesos de combustión se produce el gas dióxido de carbono.
Además, especialmente los combustibles sólidos, producen hollín y cenizas volantes que ensucian el aire del lugar donde se emiten.